# Megapodius tenimberensis
Megapodius tenimberensis là một loài chim trong họ Megapodiidae.
Là loài chim đặc hữu quần đảo Tanimbar của Indonesia. Loài này đôi khi được coi là một phân loài của Megapodius reinwardt.
Chúng sinh sống trên mặt đất có kích thước của một con gà trong nước, được tìm thấy trong một loạt các môi trường sống rừng và chà.
Chúng ăn hạt, quả rơi và động vật không xương sống trên cạn. Giống như những loài trong chi này, loài chim này đào hố và tạo những gò cát lớn, rác lá và những mảnh vụn khác, nơi nhiệt sinh ra do sự phân hủy của vật liệu hữu cơ phục vụ để ấp trứng.